# Lista över fornlämningar i Enköpings kommun (Villberga)
Lista över fornlämningar i Enköpings kommun (Villberga) är en förteckning av ett urval av de fornlämningar som finns i Villberga i Enköpings kommun.
| Namn            | Lämningstyp  | Tillkomsttid | Historisk indelning | Plats | Läge                 | ID-nr          | Bild                                 |
| --------------- | ------------ | ------------ | ------------------- | ----- | -------------------- | -------------- | ------------------------------------ |
| Villberga 1:1   | Runristning  |              | Villberga, Uppland  |       | 59.626184, 17.276145 | 10029100010001 | Ladda upp en bild av detta fornminne |
| Villberga 2:1   | Gravfält     |              | Villberga, Uppland  |       | 59.624693, 17.277057 | 10029100020001 | Ladda upp en bild av detta fornminne |
| Villberga 3:1   | Gravfält     |              | Villberga, Uppland  |       | 59.624755, 17.278294 | 10029100030001 | Ladda upp en bild av detta fornminne |
| Villberga 7:1   | Gravfält     |              | Villberga, Uppland  |       | 59.629255, 17.252746 | 10029100070001 | Ladda upp en bild av detta fornminne |
| Villberga 10:1  | Stensättning |              | Villberga, Uppland  |       | 59.629747, 17.243765 | 10029100100001 | Ladda upp en bild av detta fornminne |
| Villberga 10:2  | Stensättning |              | Villberga, Uppland  |       | 59.629809, 17.244301 | 10029100100002 | Ladda upp en bild av detta fornminne |
| Villberga 10:3  | Hällristning |              | Villberga, Uppland  |       | 59.629844, 17.243756 | 10029100100003 | Ladda upp en bild av detta fornminne |
| Villberga 10:4  | Hällristning |              | Villberga, Uppland  |       | 59.629943, 17.244756 | 10029100100004 | Ladda upp en bild av detta fornminne |
| Villberga 10:5  | Hällristning |              | Villberga, Uppland  |       | 59.629633, 17.244618 | 10029100100005 | Ladda upp en bild av detta fornminne |
| Villberga 12:3  | Hällristning |              | Villberga, Uppland  |       | 59.629074, 17.244692 | 10029100120003 | Ladda upp en bild av detta fornminne |
| Villberga 12:4  | Hällristning |              | Villberga, Uppland  |       | 59.628985, 17.244623 | 10029100120004 | Ladda upp en bild av detta fornminne |
| Villberga 14:2  | Hällristning |              | Villberga, Uppland  |       | 59.626131, 17.235899 | 10029100140002 | Ladda upp en bild av detta fornminne |
| Villberga 15:1  | Gravfält     |              | Villberga, Uppland  |       | 59.625571, 17.237852 | 10029100150001 | Ladda upp en bild av detta fornminne |
| Villberga 16:1  | Hällristning |              | Villberga, Uppland  |       | 59.621166, 17.274040 | 10029100160001 | Ladda upp en bild av detta fornminne |
| Villberga 17:1  | Hällristning |              | Villberga, Uppland  |       | 59.621276, 17.269403 | 10029100170001 | Ladda upp en bild av detta fornminne |
| Villberga 18:1  | Gravfält     |              | Villberga, Uppland  |       | 59.615457, 17.280690 | 10029100180001 | Ladda upp en bild av detta fornminne |
| Villberga 20:1  | Gravfält     |              | Villberga, Uppland  |       | 59.614410, 17.279390 | 10029100200001 | Ladda upp en bild av detta fornminne |
| Villberga 21:1  | Gravfält     |              | Villberga, Uppland  |       | 59.611007, 17.296796 | 10029100210001 | Ladda upp en bild av detta fornminne |
| Villberga 23:1  | Stensättning |              | Villberga, Uppland  |       | 59.616382, 17.281007 | 10029100230001 | Ladda upp en bild av detta fornminne |
| Villberga 25:1  | Stensättning |              | Villberga, Uppland  |       | 59.611475, 17.270197 | 10029100250001 | Ladda upp en bild av detta fornminne |
| Villberga 25:2  | Stensättning |              | Villberga, Uppland  |       | 59.611486, 17.269964 | 10029100250002 | Ladda upp en bild av detta fornminne |
| Villberga 25:3  | Stensättning |              | Villberga, Uppland  |       | 59.611566, 17.268877 | 10029100250003 | Ladda upp en bild av detta fornminne |
| Villberga 27:1  | Stensättning |              | Villberga, Uppland  |       | 59.622252, 17.275045 | 10029100270001 | Ladda upp en bild av detta fornminne |
| Villberga 27:2  | Stensättning |              | Villberga, Uppland  |       | 59.622163, 17.274876 | 10029100270002 | Ladda upp en bild av detta fornminne |
| Villberga 30:1  | Hög          |              | Villberga, Uppland  |       | 59.608347, 17.305877 | 10029100300001 | Ladda upp en bild av detta fornminne |
| Villberga 34:1  | Runristning  |              | Villberga, Uppland  |       | 59.610347, 17.253277 | 10029100340001 | Ladda upp en bild av detta fornminne |
| Villberga 36:1  | Gravfält     |              | Villberga, Uppland  |       | 59.601430, 17.275498 | 10029100360001 | Ladda upp en bild av detta fornminne |
| Villberga 37:1  | Gravfält     |              | Villberga, Uppland  |       | 59.601388, 17.326878 | 10029100370001 | Ladda upp en bild av detta fornminne |
| Villberga 38:1  | Gravfält     |              | Villberga, Uppland  |       | 59.599251, 17.326346 | 10029100380001 | Ladda upp en bild av detta fornminne |
| Villberga 40:1  | Gravfält     |              | Villberga, Uppland  |       | 59.597387, 17.314435 | 10029100400001 | Ladda upp en bild av detta fornminne |
| Villberga 41:1  | Runristning  |              | Villberga, Uppland  |       | 59.595776, 17.313791 | 10029100410001 | Ladda upp en bild av detta fornminne |
| Villberga 47:1  | Runristning  |              | Villberga, Uppland  |       | 59.584758, 17.275032 | 10029100470001 | Ladda upp en bild av detta fornminne |
| Villberga 48:1  | Gravfält     |              | Villberga, Uppland  |       | 59.580230, 17.275759 | 10029100480001 | Ladda upp en bild av detta fornminne |
| Villberga 50:1  | Runristning  |              | Villberga, Uppland  |       | 59.574992, 17.285919 | 10029100500001 | Ladda upp en bild av detta fornminne |
| Villberga 51:1  | Hällristning |              | Villberga, Uppland  |       | 59.625255, 17.248495 | 10029100510001 | Ladda upp en bild av detta fornminne |
| Villberga 51:2  | Hällristning |              | Villberga, Uppland  |       | 59.625532, 17.248214 | 10029100510002 | Ladda upp en bild av detta fornminne |
| Villberga 54:1  | Stensättning |              | Villberga, Uppland  |       | 59.628574, 17.241858 | 10029100540001 | Ladda upp en bild av detta fornminne |
| Villberga 55:1  | Hällristning |              | Villberga, Uppland  |       | 59.625299, 17.233442 | 10029100550001 | Ladda upp en bild av detta fornminne |
| Villberga 55:2  | Hällristning |              | Villberga, Uppland  |       | 59.625292, 17.233386 | 10029100550002 | Ladda upp en bild av detta fornminne |
| Villberga 56:1  | Hällristning |              | Villberga, Uppland  |       | 59.626955, 17.237316 | 10029100560001 | Ladda upp en bild av detta fornminne |
| Villberga 57:1  | Hällristning |              | Villberga, Uppland  |       | 59.626468, 17.236420 | 10029100570001 | Ladda upp en bild av detta fornminne |
| Villberga 57:2  | Hällristning |              | Villberga, Uppland  |       | 59.626276, 17.236504 | 10029100570002 | Ladda upp en bild av detta fornminne |
| Villberga 57:3  | Hällristning |              | Villberga, Uppland  |       | 59.626448, 17.236901 | 10029100570003 | Ladda upp en bild av detta fornminne |
| Villberga 58:1  | Hällristning |              | Villberga, Uppland  |       | 59.626346, 17.235593 | 10029100580001 | Ladda upp en bild av detta fornminne |
| Villberga 58:2  | Hällristning |              | Villberga, Uppland  |       | 59.626374, 17.235286 | 10029100580002 | Ladda upp en bild av detta fornminne |
| Villberga 60:1  | Hällristning |              | Villberga, Uppland  |       | 59.625351, 17.241007 | 10029100600001 | Ladda upp en bild av detta fornminne |
| Villberga 61:1  | Hällristning |              | Villberga, Uppland  |       | 59.624385, 17.255971 | 10029100610001 | Ladda upp en bild av detta fornminne |
| Villberga 62:1  | Hällristning |              | Villberga, Uppland  |       | 59.618279, 17.263991 | 10029100620001 | Ladda upp en bild av detta fornminne |
| Villberga 64:1  | Hällristning |              | Villberga, Uppland  |       | 59.622852, 17.236827 | 10029100640001 | Ladda upp en bild av detta fornminne |
| Villberga 65:1  | Hällristning |              | Villberga, Uppland  |       | 59.623120, 17.234828 | 10029100650001 | Ladda upp en bild av detta fornminne |
| Villberga 65:2  | Hällristning |              | Villberga, Uppland  |       | 59.622985, 17.235054 | 10029100650002 | Ladda upp en bild av detta fornminne |
| Villberga 65:3  | Hällristning |              | Villberga, Uppland  |       | 59.622885, 17.235126 | 10029100650003 | Ladda upp en bild av detta fornminne |
| Villberga 67:1  | Hällristning |              | Villberga, Uppland  |       | 59.622075, 17.234015 | 10029100670001 | Ladda upp en bild av detta fornminne |
| Villberga 67:2  | Hällristning |              | Villberga, Uppland  |       | 59.622230, 17.233971 | 10029100670002 | Ladda upp en bild av detta fornminne |
| Villberga 67:3  | Hällristning |              | Villberga, Uppland  |       | 59.622228, 17.234138 | 10029100670003 | Ladda upp en bild av detta fornminne |
| Villberga 69:1  | Hällristning |              | Villberga, Uppland  |       | 59.620313, 17.228348 | 10029100690001 | Ladda upp en bild av detta fornminne |
| Villberga 70:1  | Hällristning |              | Villberga, Uppland  |       | 59.621526, 17.213800 | 10029100700001 | Ladda upp en bild av detta fornminne |
| Villberga 71:1  | Hällristning |              | Villberga, Uppland  |       | 59.621911, 17.210938 | 10029100710001 | Ladda upp en bild av detta fornminne |
| Villberga 72:1  | Hällristning |              | Villberga, Uppland  |       | 59.622895, 17.208000 | 10029100720001 | Ladda upp en bild av detta fornminne |
| Villberga 72:2  | Hällristning |              | Villberga, Uppland  |       | 59.622983, 17.207951 | 10029100720002 | Ladda upp en bild av detta fornminne |
| Villberga 72:3  | Hällristning |              | Villberga, Uppland  |       | 59.622914, 17.207918 | 10029100720003 | Ladda upp en bild av detta fornminne |
| Villberga 72:4  | Hällristning |              | Villberga, Uppland  |       | 59.622834, 17.207799 | 10029100720004 | Ladda upp en bild av detta fornminne |
| Villberga 73:1  | Hällristning |              | Villberga, Uppland  |       | 59.621971, 17.207084 | 10029100730001 | Ladda upp en bild av detta fornminne |
| Villberga 78:1  | Stensättning |              | Villberga, Uppland  |       | 59.615686, 17.255394 | 10029100780001 | Ladda upp en bild av detta fornminne |
| Villberga 78:2  | Stensättning |              | Villberga, Uppland  |       | 59.615615, 17.255578 | 10029100780002 | Ladda upp en bild av detta fornminne |
| Villberga 79:1  | Hällristning |              | Villberga, Uppland  |       | 59.623140, 17.259208 | 10029100790001 | Ladda upp en bild av detta fornminne |
| Villberga 80:1  | Hällristning |              | Villberga, Uppland  |       | 59.612418, 17.272934 | 10029100800001 | Ladda upp en bild av detta fornminne |
| Villberga 84:1  | Hög          |              | Villberga, Uppland  |       | 59.625242, 17.277399 | 10029100840001 | Ladda upp en bild av detta fornminne |
| Villberga 84:2  | Hög          |              | Villberga, Uppland  |       | 59.625382, 17.277384 | 10029100840002 | Ladda upp en bild av detta fornminne |
| Villberga 84:3  | Stensättning |              | Villberga, Uppland  |       | 59.625561, 17.277658 | 10029100840003 | Ladda upp en bild av detta fornminne |
| Villberga 84:4  | Stensättning |              | Villberga, Uppland  |       | 59.625315, 17.277186 | 10029100840004 | Ladda upp en bild av detta fornminne |
| Villberga 87:1  | Hällristning |              | Villberga, Uppland  |       | 59.624063, 17.240712 | 10029100870001 | Ladda upp en bild av detta fornminne |
| Villberga 89:1  | Hällristning |              | Villberga, Uppland  |       | 59.619428, 17.228379 | 10029100890001 | Ladda upp en bild av detta fornminne |
| Villberga 90:1  | Hällristning |              | Villberga, Uppland  |       | 59.620049, 17.227335 | 10029100900001 | Ladda upp en bild av detta fornminne |
| Villberga 91:1  | Hällristning |              | Villberga, Uppland  |       | 59.620071, 17.226091 | 10029100910001 | Ladda upp en bild av detta fornminne |
| Villberga 91:2  | Hällristning |              | Villberga, Uppland  |       | 59.620175, 17.226305 | 10029100910002 | Ladda upp en bild av detta fornminne |
| Villberga 91:3  | Hällristning |              | Villberga, Uppland  |       | 59.620048, 17.226339 | 10029100910003 | Ladda upp en bild av detta fornminne |
| Villberga 92:1  | Hällristning |              | Villberga, Uppland  |       | 59.620067, 17.225769 | 10029100920001 | Ladda upp en bild av detta fornminne |
| Villberga 93:1  | Hällristning |              | Villberga, Uppland  |       | 59.621654, 17.216904 | 10029100930001 | Ladda upp en bild av detta fornminne |
| Villberga 94:1  | Hällristning |              | Villberga, Uppland  |       | 59.621389, 17.215511 | 10029100940001 | Ladda upp en bild av detta fornminne |
| Villberga 96:1  | Hällristning |              | Villberga, Uppland  |       | 59.617595, 17.254657 | 10029100960001 | Ladda upp en bild av detta fornminne |
| Villberga 97:1  | Hällristning |              | Villberga, Uppland  |       | 59.621245, 17.218644 | 10029100970001 | Ladda upp en bild av detta fornminne |
| Villberga 98:1  | Hällristning |              | Villberga, Uppland  |       | 59.621641, 17.216191 | 10029100980001 | Ladda upp en bild av detta fornminne |
| Villberga 98:2  | Hällristning |              | Villberga, Uppland  |       | 59.621562, 17.216201 | 10029100980002 | Ladda upp en bild av detta fornminne |
| Villberga 98:3  | Hällristning |              | Villberga, Uppland  |       | 59.621560, 17.216334 | 10029100980003 | Ladda upp en bild av detta fornminne |
| Villberga 100:1 | Hällristning |              | Villberga, Uppland  |       | 59.619910, 17.231381 | 10029101000001 | Ladda upp en bild av detta fornminne |
| Villberga 100:2 | Hällristning |              | Villberga, Uppland  |       | 59.619973, 17.231429 | 10029101000002 | Ladda upp en bild av detta fornminne |
| Villberga 101:1 | Hällristning |              | Villberga, Uppland  |       | 59.588605, 17.268141 | 10029101010001 | Ladda upp en bild av detta fornminne |
| Villberga 104:1 | Hällristning |              | Villberga, Uppland  |       | 59.631833, 17.242280 | 10029101040001 | Ladda upp en bild av detta fornminne |
| Villberga 105:1 | Hällristning |              | Villberga, Uppland  |       | 59.629324, 17.245860 | 10029101050001 | Ladda upp en bild av detta fornminne |
| Villberga 106:1 | Hällristning |              | Villberga, Uppland  |       | 59.631385, 17.242666 | 10029101060001 | Ladda upp en bild av detta fornminne |
| Villberga 106:2 | Hällristning |              | Villberga, Uppland  |       | 59.631351, 17.242729 | 10029101060002 | Ladda upp en bild av detta fornminne |
| Villberga 106:3 | Hällristning |              | Villberga, Uppland  |       | 59.631231, 17.242880 | 10029101060003 | Ladda upp en bild av detta fornminne |
| Villberga 107:1 | Hällristning |              | Villberga, Uppland  |       | 59.625336, 17.278377 | 10029101070001 | Ladda upp en bild av detta fornminne |
| Villberga 108:1 | Hällristning |              | Villberga, Uppland  |       | 59.632321, 17.245392 | 10029101080001 | Ladda upp en bild av detta fornminne |
| Villberga 109:1 | Hällristning |              | Villberga, Uppland  |       | 59.630606, 17.243165 | 10029101090001 | Ladda upp en bild av detta fornminne |
| Villberga 110:1 | Hällristning |              | Villberga, Uppland  |       | 59.630784, 17.242004 | 10029101100001 | Ladda upp en bild av detta fornminne |
| Villberga 111:1 | Hällristning |              | Villberga, Uppland  |       | 59.631143, 17.241533 | 10029101110001 | Ladda upp en bild av detta fornminne |
| Villberga 112:1 | Hällristning |              | Villberga, Uppland  |       | 59.628337, 17.243841 | 10029101120001 | Ladda upp en bild av detta fornminne |
| Villberga 113:1 | Hällristning |              | Villberga, Uppland  |       | 59.627515, 17.245196 | 10029101130001 | Ladda upp en bild av detta fornminne |
| Villberga 113:2 | Hällristning |              | Villberga, Uppland  |       | 59.627563, 17.245167 | 10029101130002 | Ladda upp en bild av detta fornminne |
| Villberga 114:1 | Hällristning |              | Villberga, Uppland  |       | 59.626622, 17.242934 | 10029101140001 | Ladda upp en bild av detta fornminne |
| Villberga 115:1 | Hällristning |              | Villberga, Uppland  |       | 59.626608, 17.240293 | 10029101150001 | Ladda upp en bild av detta fornminne |
| Villberga 116:1 | Hällristning |              | Villberga, Uppland  |       | 59.613141, 17.274125 | 10029101160001 | Ladda upp en bild av detta fornminne |
| Villberga 117:1 | Hällristning |              | Villberga, Uppland  |       | 59.620372, 17.231034 | 10029101170001 | Ladda upp en bild av detta fornminne |
| Villberga 118:1 | Hällristning |              | Villberga, Uppland  |       | 59.623469, 17.232926 | 10029101180001 | Ladda upp en bild av detta fornminne |
| Villberga 119:1 | Hällristning |              | Villberga, Uppland  |       | 59.623996, 17.233678 | 10029101190001 | Ladda upp en bild av detta fornminne |
| Villberga 120:1 | Hällristning |              | Villberga, Uppland  |       | 59.628132, 17.248708 | 10029101200001 | Ladda upp en bild av detta fornminne |
| Villberga 121:1 | Hällristning |              | Villberga, Uppland  |       | 59.629519, 17.248773 | 10029101210001 | Ladda upp en bild av detta fornminne |
| Villberga 122:1 | Hällristning |              | Villberga, Uppland  |       | 59.628763, 17.247599 | 10029101220001 | Ladda upp en bild av detta fornminne |
| Villberga 124:1 | Hällristning |              | Villberga, Uppland  |       | 59.629086, 17.247081 | 10029101240001 | Ladda upp en bild av detta fornminne |
| Villberga 125:1 | Hällristning |              | Villberga, Uppland  |       | 59.629481, 17.245807 | 10029101250001 | Ladda upp en bild av detta fornminne |
| Villberga 127:1 | Hällristning |              | Villberga, Uppland  |       | 59.625086, 17.270467 | 10029101270001 | Ladda upp en bild av detta fornminne |
| Villberga 132:1 | Stenkrets    |              | Villberga, Uppland  |       | 59.609450, 17.268933 | 10029101320001 | Ladda upp en bild av detta fornminne |
| Villberga 134:2 | Hällristning |              | Villberga, Uppland  |       | 59.622965, 17.209799 | 10029101340002 | Ladda upp en bild av detta fornminne |
| Villberga 139:1 | Stensättning |              | Villberga, Uppland  |       | 59.579916, 17.274363 | 10029101390001 | Ladda upp en bild av detta fornminne |